# Хиникс
Хе́ник(с), хо́йник(с) или хи́ник(с) (греч. χοῖνιξ) — древнегреческая мера сыпучих тел. Употреблялась обычно для зерна. В аттической системе мер восемь хеников составляли шестерик (гектей), а шесть шестериков — основную меру сыпучих веществ, медимн. В свою очередь, хеник делился на четыре котилы. По подсчётам А. Бёка, медимн составлял 3150 кубических дюймов (примерно 51,6 литра), а следовательно, хеник был приблизительно равен 1,08 литра. Подсчёты других специалистов дают небольшие отклонения в цифрах (так, Ш. Ф. Жан и Я. Хофтейзер исходят из того, что хеник равен 1,14 литра). В то же время в других областях Греции меры с тем же названием означали другое: в частности, «птолемеев хеник», который был в ходу в Египте и Сирии, составлял три четверти аттического хеника. Энциклопедия Брокгауза и Ефрона отмечала в связи с этим расхождением в конкретном наполнении данной меры, что «наибольший объём её совладает с экономически отсталыми государствами (Беотия, Лакедемон), а наименьший — с наиболее развитыми (Египет): усиление денежного обращения, обмена и раздробительной продажи продуктов пропитания неразрывно связано с потребностью в менее значительных мерах веса, ёмкости и т. д., как ближе соответствующих потребности населения, в котором разделение труда достигло известной высоты».
Считалось, что одного хеника пшеницы достаточно в день для скромного пропитания одному человеку. Столько полагалось рабу, и поэтому жителей Коринфа, у которых было много рабов, пифия однажды назвала «хеникомерами», отмеривателями хеников. Известно, что атлеты в древних Афинах употребляли в день хлеба на два с половиной хеника, а афинским заключённым в Сиракузах полагалось в день по полхеника (и многие узники умирали от голода).
В Откровении Иоанна Богослова говорится:

И слышал я голос посреди четырех животных, говорящий: хиникс пшеницы за динарий, и три хиникса ячменя за динарий.
— Откр. 6:6
В Евангелиях денарий неоднократно упоминается как денежная единица. В 300 денариев оценивается стоимость одного флакона дорогого масла (Мк. 14:5). В другом месте говорится о 200 динариях (Ин. 6:7), которых недостаточно, чтобы накормить 5000 человек хлебом за один раз. В 1 денарий оценивается суточный труд сезонного неквалифицированного рабочего на уборке винограда (Мф. 20:13), а также размер подати римскому императору (Мф. 22:19). Во времена императора Нерона (когда и было, вероятно, написано Откровение Иоанна Богослова) из-за экономических затруднений началось уменьшение веса денария, которое было продолжено и следующими императорами.
Таким образом, речь идёт о том, что с приближением Апокалипсиса самая необходимая еда сильно вздорожает и зарабатываемой платы за день будет хватать лишь на еду на этот же день и не более того.